# Mistrzostwa Ameryki Środkowej i Karaibów w Lekkoatletyce 2009
22. Mistrzostwa Ameryki Środkowej i Karaibów w Lekkoatletyce – zawody lekkoatletyczne zorganizowane w stolicy Kuby – Hawanie od 3 do 7 lipca 2009 roku.

## Rezultaty
| NR – rekord kraju \| PB – rekord życiowy |

### Mężczyźni
| Konkurencja           | 1. miejsce                                                                               | 1. miejsce  | 2. miejsce                          | 2. miejsce                    | 3. miejsce                         | 3. miejsce |
| --------------------- | ---------------------------------------------------------------------------------------- | ----------- | ----------------------------------- | ----------------------------- | ---------------------------------- | ---------- |
| 100 m                 | Emmanuel Callender · Trynidad i Tobago                                                   | 10.08 PB    | Lerone Clarke · Jamajka             | 10.08 PB                      | Andrew Hinds · Barbados            | 10.12      |
| 200 m                 | Nickel Ashmeade · Jamajka                                                                | 20.54       | Rondel Sorrillo · Trynidad i Tobago | 20.72                         | Ramone McKenzie · Jamajka          | 20.74      |
| 400 m                 | William Collazo · Kuba                                                                   | 44.96       | Dane Hyatt · Jamajka                | 45.57                         | Arismendy Peguero · Dominikana     | 45.62      |
| 800 m                 | Yeimer López · Kuba                                                                      | 1:45.56 CR  | Andy González · Kuba                | 1:46.62                       | Gavyn Nero · Trynidad i Tobago     | 1:47.51    |
| 1500 m                | Eduar Villanueva · Wenezuela                                                             | 3:42.23     | Maury Surel Castillo · Kuba         | 3:42.49                       | José Rivera · Portoryko            | 3:42.86    |
| 5000 m                | José Alberto Sánchez · Kuba                                                              | 14:23.73    | Teodoro Vega · Meksyk               | 14:28.06                      | Denides Vélez · Portoryko          | 14:32.92   |
| 10 000 m              | Liván Luque · Kuba                                                                       | 29:55.16    | Henry Jaens · Kuba                  | 30:08.76                      | Teodoro Vega · Meksyk              | 30:13.21   |
| 110 m przez płotki    | Dayron Robles · Kuba                                                                     | 13.18w      | Ryan Brathwaite · Barbados          | 13.31w (w półfinale 13.43 CR) | Dayron Capetillo · Kuba            | 13.39w     |
| 400 m przez płotki    | Javier Culson · Portoryko                                                                | 48.51 CR    | Félix Sánchez · Dominikana          | 48.85                         | Jehue Gordon · Trynidad i Tobago   | 49.45      |
| 3000 m z przeszkodami | José Alberto Sánchez · Kuba                                                              | 8:30.08 CR  | José Gregorio Peña · Wenezuela      | 8:51.03                       | Osmany Calzado · Kuba              | 8:54.15    |
| Sztafeta 4 × 100      | Trynidad i Tobago · Rondel Sorrillo · Emmanuel Callender · Jovon Toppin · Keston Bledman | 38.73       | Jamajka                             | 39.31                         | Bahamy                             | 39.45      |
| Sztafeta 4 × 400      | Kuba · William Collazo · Omar Cisneros · Noel Ruíz · Yeime López                         | 3:03.26     | Dominikana                          | 3:03.30                       | Jamajka                            | 3:04.09    |
| Chód na 20 km         | Walter Sandoval · Salwador                                                               | 1:33:10     | Allan Segura · Kostaryka            | 1:34:58                       | Yosley Soto · Portoryko            | 1:36:19    |
| Skok wzwyż            | James Grayman · Antigua i Barbuda                                                        | 2.19        | Warner Miller · Kolumbia            | 2.19                          | Yordano Glemaud · Kuba             | 2.16       |
| Skok o tyczce         | David Díaz · Portoryko                                                                   | 5.00        | Natanael Semeis · Dominikana        | 4.80                          | César González · Wenezuela         | 4.80       |
| Skok w dal            | Osbourne Moxey · Bahamy                                                                  | 7.96        | Carlos Morgan · Kajmany             | 7.87                          | Rudon Bastian · Bahamy             | 7.57       |
| Trójskok              | Alexis Copello · Kuba                                                                    | 17.33       | Yoandri Betanzos · Kuba             | 17.24                         | Chris Hercules · Trynidad i Tobago | 15.91      |
| Pchnięcie kulą        | Carlos Véliz · Kuba                                                                      | 20.10       | Reinaldo Proenza · Kuba             | 18.81                         | Yoger Medina · Wenezuela           | 17.05      |
| Rzut dyskiem          | Jorge Fernández · Kuba                                                                   | 61.79       | Yunior Lastre · Kuba                | 59.80                         | Jason Morgan · Jamajka             | 57.47      |
| Rzut młotem           | Roberto Janet · Kuba                                                                     | 73.80       | Noleysis Vicet · Kuba               | 72.46                         | Raúl Rivera · Gwatemala            | 66.02      |
| Rzut oszczepem        | Guillermo Martínez · Kuba                                                                | 82.16 CR    | Dayron Márquez · Kolumbia           | 78.91                         | Arley Ibargüen · Kolumbia          | 75.16      |
| Dziesięciobój         | Leonel Suárez · Kuba                                                                     | 8654 CR, NR | Yunior Díaz · Kuba                  | 8013                          | Claston Bernard · Jamajka          | 7698       |

### Kobiety
| Konkurencja           | 1. miejsce                                                                               | 1. miejsce  | 2. miejsce                         | 2. miejsce | 3. miejsce                                                                        | 3. miejsce |
| --------------------- | ---------------------------------------------------------------------------------------- | ----------- | ---------------------------------- | ---------- | --------------------------------------------------------------------------------- | ---------- |
| 100 m                 | Tahesia Harrigan · Brytyjskie Wyspy Dziewicze                                            | 11.21       | Semoy Hackett · Trynidad i Tobago  | 11.35      | Carol Rodríguez · Portoryko                                                       | 11.38      |
| 200 m                 | Virgil Hodge · Saint Kitts i Nevis                                                       | 23.41       | Roxana Díaz · Kuba                 | 23.56      | Reyare Thomas · Trynidad i Tobago                                                 | 23.61      |
| 400 m                 | Indira Terrero · Kuba                                                                    | 51.64       | Norma González · Kolumbia          | 51.90      | Daysurami Bonne · Kuba                                                            | 52.31      |
| 800 m                 | Zulia Calatayud · Kuba                                                                   | 2:01.63     | Pilar McShine · Trynidad i Tobago  | 2:02.79    | Diosmely Peña · Kuba                                                              | 2:03.87    |
| 1500 m                | Yadira Bataille · Kuba                                                                   | 4:23.82     | Anayelli Navarro · Meksyk          | 4:25.82    | María Osorio · Wenezuela                                                          | 4:29.83    |
| 5000 m                | Yudisleivis Castillo · Kuba                                                              | 16:03.68    | Yudisleivis Fuentes · Kuba         | 16:08.63   | Anayelli Navarro · Meksyk                                                         | 16:24.15   |
| 10 000 m              | Yudisleivis Castillo · Kuba                                                              | 33:50.68 CR | Dailín Belmonte · Kuba             | 36:40.32   | –                                                                                 | –          |
| 100 m przez płotki    | Anay Tejeda · Kuba                                                                       | 12.95       | Aleesha Barber · Trynidad i Tobago | 13.12      | Tony Doyley · Jamajka                                                             | 13.13      |
| 400 m przez płotki    | Nickiesha Wilson · Jamajka                                                               | 56.95       | Yadisleidy Pedroso · Kuba          | 57.73      | Nikita Tracey · Jamajka                                                           | 58.14      |
| 3000 m z przeszkodami | Angela Figueroa · Kolumbia                                                               | 10:03.44    | Milena Pérez · Kuba                | 10:12.96   | Yoslín Ocampo · Kuba                                                              | 10:22.35   |
| Sztafeta 4 × 100      | Saint Kitts i Nevis · Tanika Liburd · Meritzer Williams · Tameka Williams · Virgil Hodge | 43.53 NR    | Kolumbia                           | 43.67      | Trynidad i Tobago                                                                 | 43.75      |
| Sztafeta 4 × 400      | Kuba · Roxana Díaz · Daisurami Bonne · Susana Clement · Indira Terrero                   | 3:29.94     | Jamajka                            | 3:34.02    | Trynidad i Tobago · Karla Hope · Aleesha Barber · Melissa de Leon · Natalie Dixon | 3:35.18    |
| Chód na 10 km         | Yanelis Conte · Kuba                                                                     | 46:46       | Leisis Rodríguez · Kuba            | 47:42      | Cristina López · Salwador                                                         | 49:30      |
| Skok wzwyż            | Levern Spencer · Saint Lucia                                                             | 1.91        | Sheree Francis · Jamajka           | 1.88       | Lesyanís Mayor · Kuba                                                             | 1.76       |
| Skok o tyczce         | Yarisley Silva · Kuba                                                                    | 4.40 CR     | Daylis Caballero · Kuba            | 4.10       | –                                                                                 | –          |
| Skok w dal            | Shara Proctor · Anguilla                                                                 | 6.61        | Rhonda Watkins · Trynidad i Tobago | 6.47       | Tanika Liburd · Saint Kitts i Nevis                                               | 6.42       |
| Trójskok              | Yargelis Savigne · Kuba                                                                  | 14.97 CR    | Mabel Gay · Kuba                   | 14.48      | Kimberly Williams · Jamajka                                                       | 13.78      |
| Pchnięcie kulą        | Misleydis González · Kuba                                                                | 19,13 m CR  | Yaniuvis López · Kuba              | 18.81 PB   | Cleopatra Borel-Brown · Trynidad i Tobago                                         | 17.98      |
| Rzut dyskiem          | Yarelis Barrios · Kuba                                                                   | 62.10       | Yarisley Collado · Kuba            | 61.33      | María Cubillán · Wenezuela                                                        | 55.57      |
| Rzut młotem           | Arasay Thondike · Kuba                                                                   | 71.32 CR    | Rosa Rodríguez · Wenezuela         | 69.06 NR   | Johana Moreno · Kolumbia                                                          | 67.66      |
| Rzut oszczepem        | Yanet Cruz · Kuba                                                                        | 61.28       | Yainelis Ribeaux · Kuba            | 59.68      | Osleidys Menéndez · Kuba                                                          | 58.69      |
| Siedmiobój            | Gretchen Quintana · Kuba                                                                 | 5710        | Yariadmis Argüelles · Kuba         | 5669       | Shianne Smith · Bermudy                                                           | 4988       |

## Tabela medalowa
| Klasyfikacja medalowa |                            |    |    |   |       |
| Miejsce               | Państwo                    |    |    |   | Razem |
| 1                     | Kuba                       | 27 | 19 | 7 | 53    |
| 2                     | Jamajka                    | 2  | 5  | 7 | 14    |
| 2                     | Trynidad i Tobago          | 2  | 5  | 7 | 14    |
| 4                     | Kolumbia                   | 2  | 3  | 2 | 7     |
| 5                     | Portoryko                  | 2  | 0  | 4 | 6     |
| 6                     | Saint Kitts i Nevis        | 2  | 0  | 1 | 3     |
| 7                     | Wenezuela                  | 1  | 2  | 4 | 7     |
| 8                     | Salwador                   | 1  | 0  | 1 | 2     |
| 9                     | Bahamy                     | 1  | 0  | 3 | 4     |
| 10                    | Anguilla                   | 1  | 0  | 0 | 1     |
| 10                    | Brytyjskie Wyspy Dziewicze | 1  | 0  | 0 | 1     |
| 10                    | Saint Lucia                | 1  | 0  | 0 | 1     |
| 13                    | Dominikana                 | 0  | 3  | 1 | 4     |
| 14                    | Meksyk                     | 0  | 2  | 2 | 4     |
| 15                    | Barbados                   | 0  | 1  | 1 | 2     |
| 16                    | Kostaryka                  | 0  | 1  | 0 | 1     |
| 16                    | Antigua i Barbuda          | 0  | 1  | 0 | 1     |
| 16                    | Kajmany                    | 0  | 1  | 0 | 1     |
| 19                    | Gwatemala                  | 0  | 0  | 1 | 1     |
| 19                    | Bermudy                    | 0  | 0  | 1 | 1     |